# Ponticola
Ponticola – rodzaj ryb z rodziny babkowatych (Gobiidae).

## Klasyfikacja
Gatunki zaliczane do tego rodzaju:

- Ponticola bathybius
- Ponticola cephalargoides
- Ponticola constructor
- Ponticola cyrius
- Ponticola eurycephalus
- Ponticola goebelii
- Ponticola gorlap
- Ponticola iljini
- Ponticola iranicus
- Ponticola kessleri – babka potokowa[3][4]
- Ponticola odessicus
- Ponticola platyrostris
- Ponticola ratan
- Ponticola rhodioni
- Ponticola rizensis
- Ponticola syrman – babka odeska[4], babka Syrmana[5]
- Ponticola turani

## Galeria

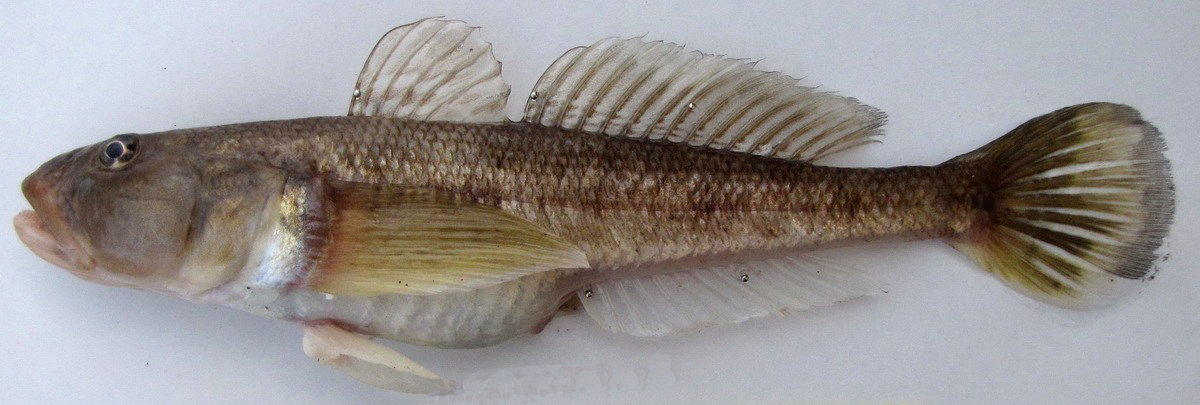
Ponticola bathybius
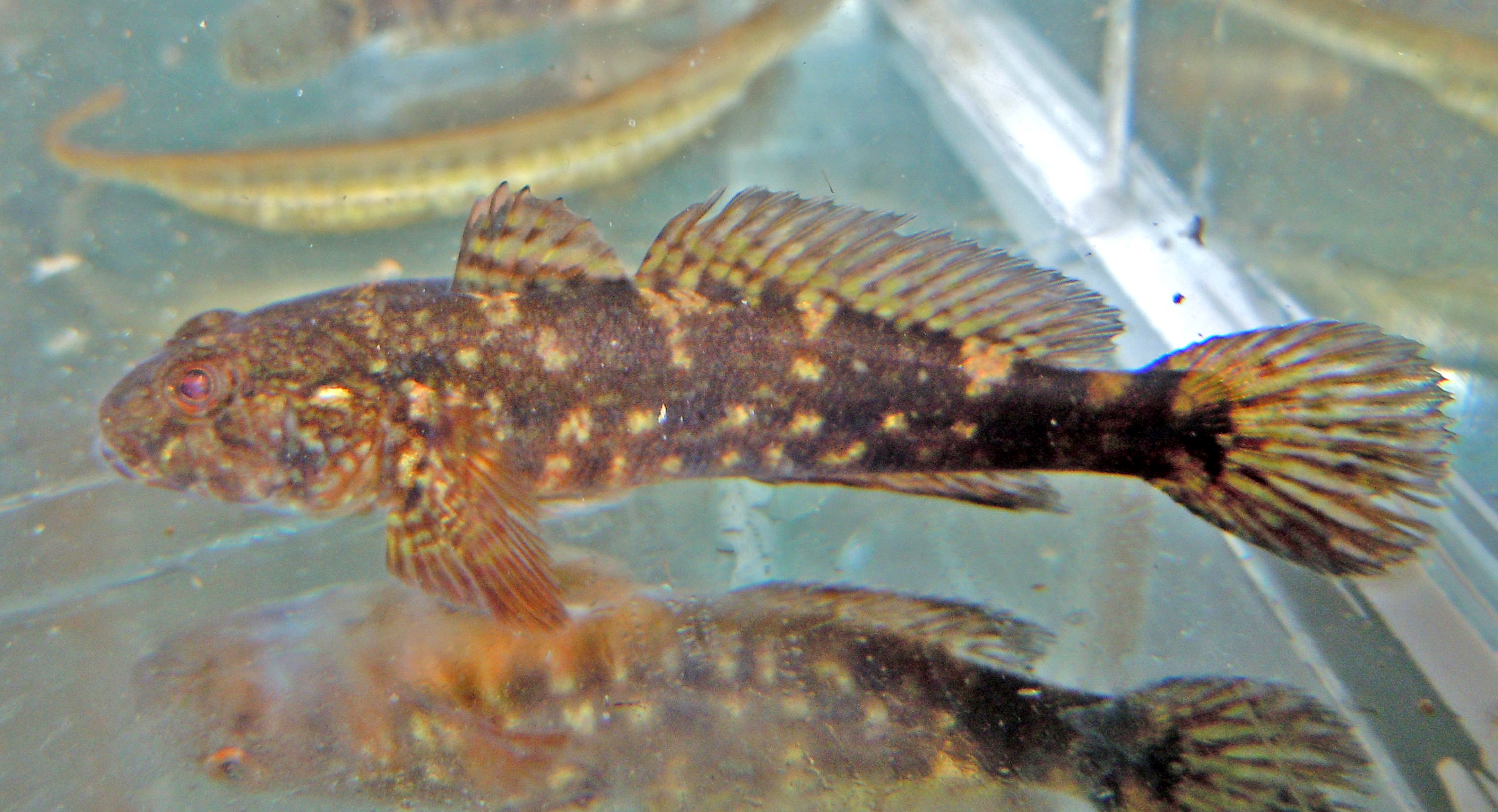
Ponticola cephalargoides
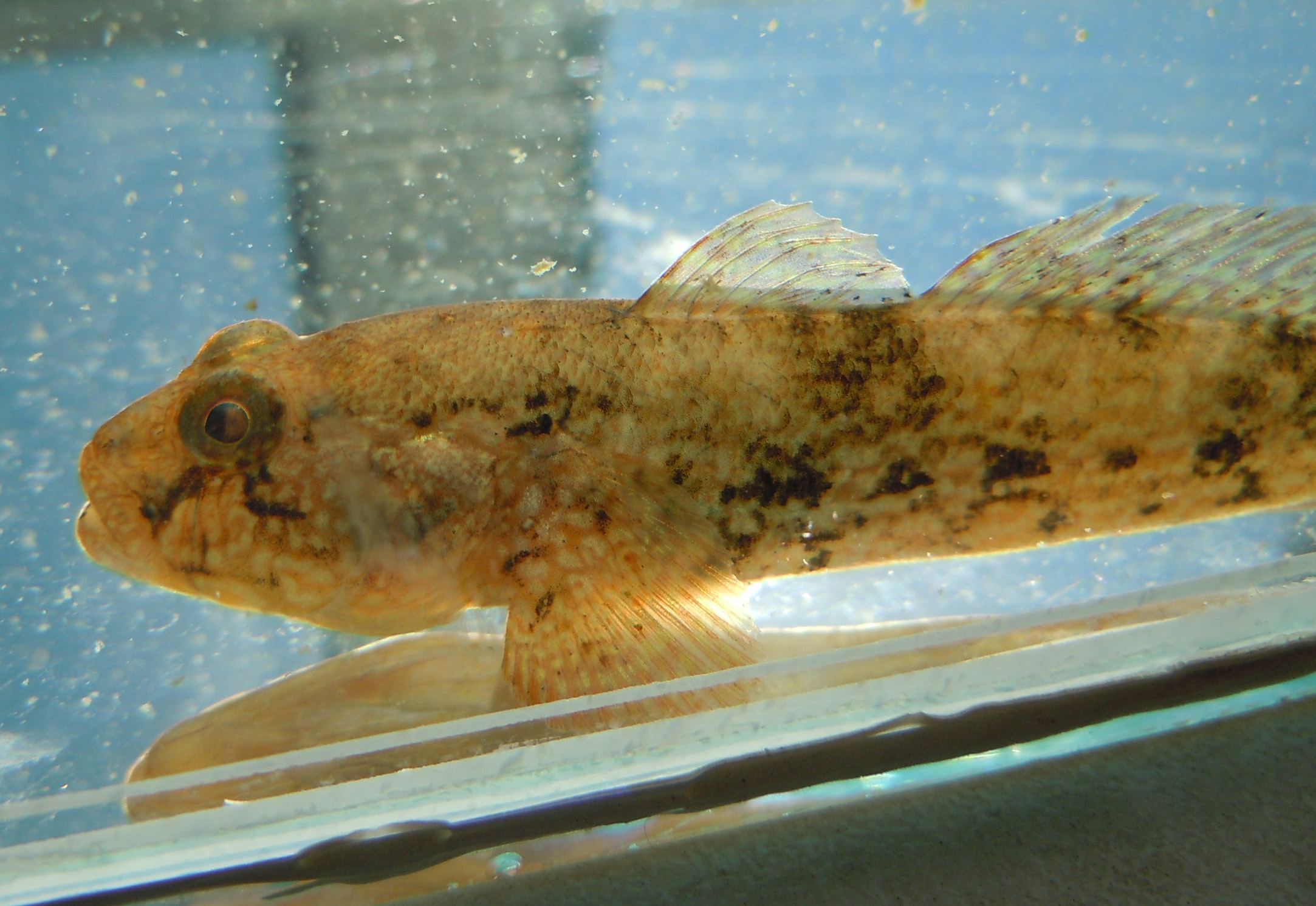
Ponticola eurycephalus
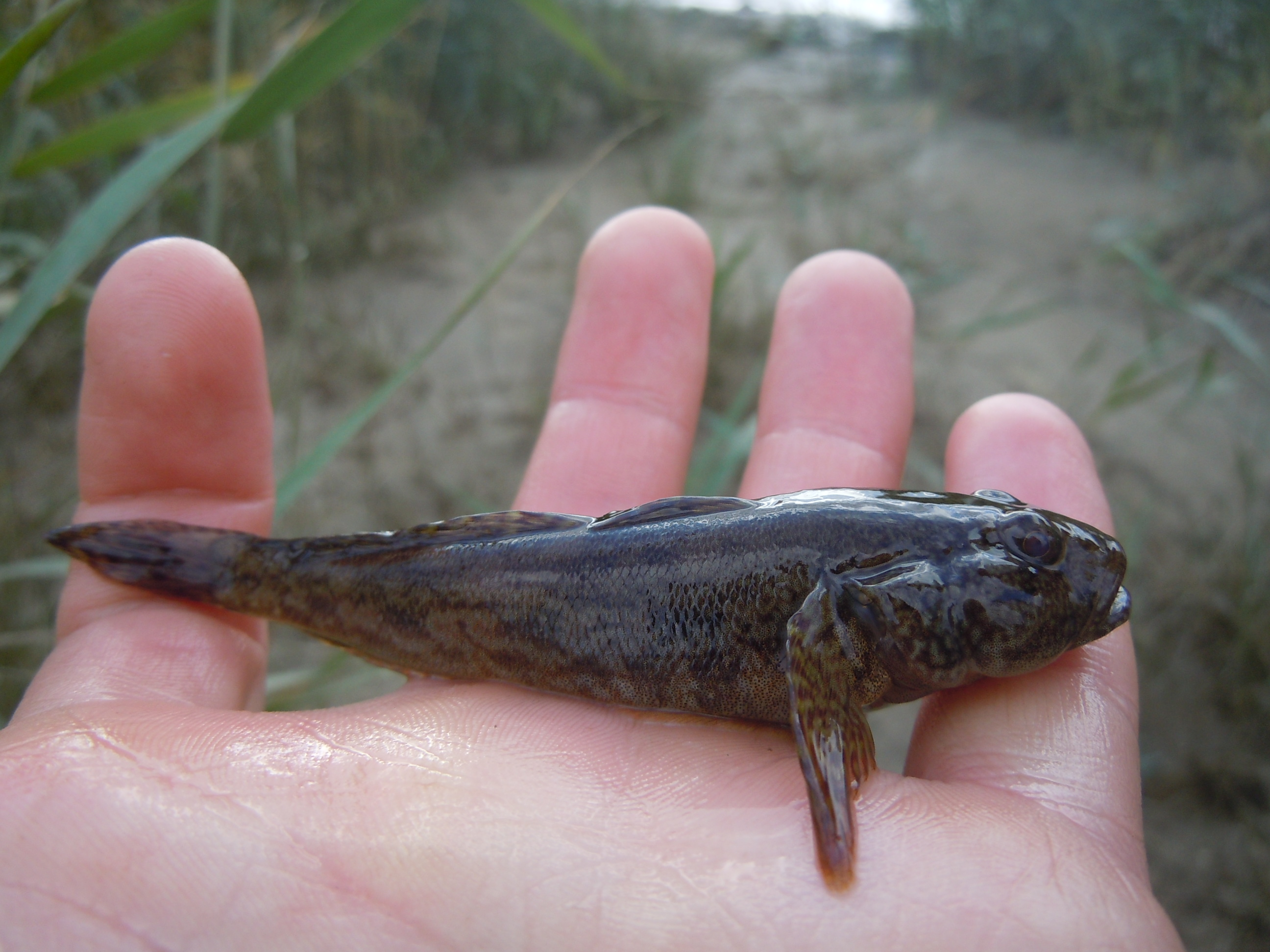
Ponticola gorlap
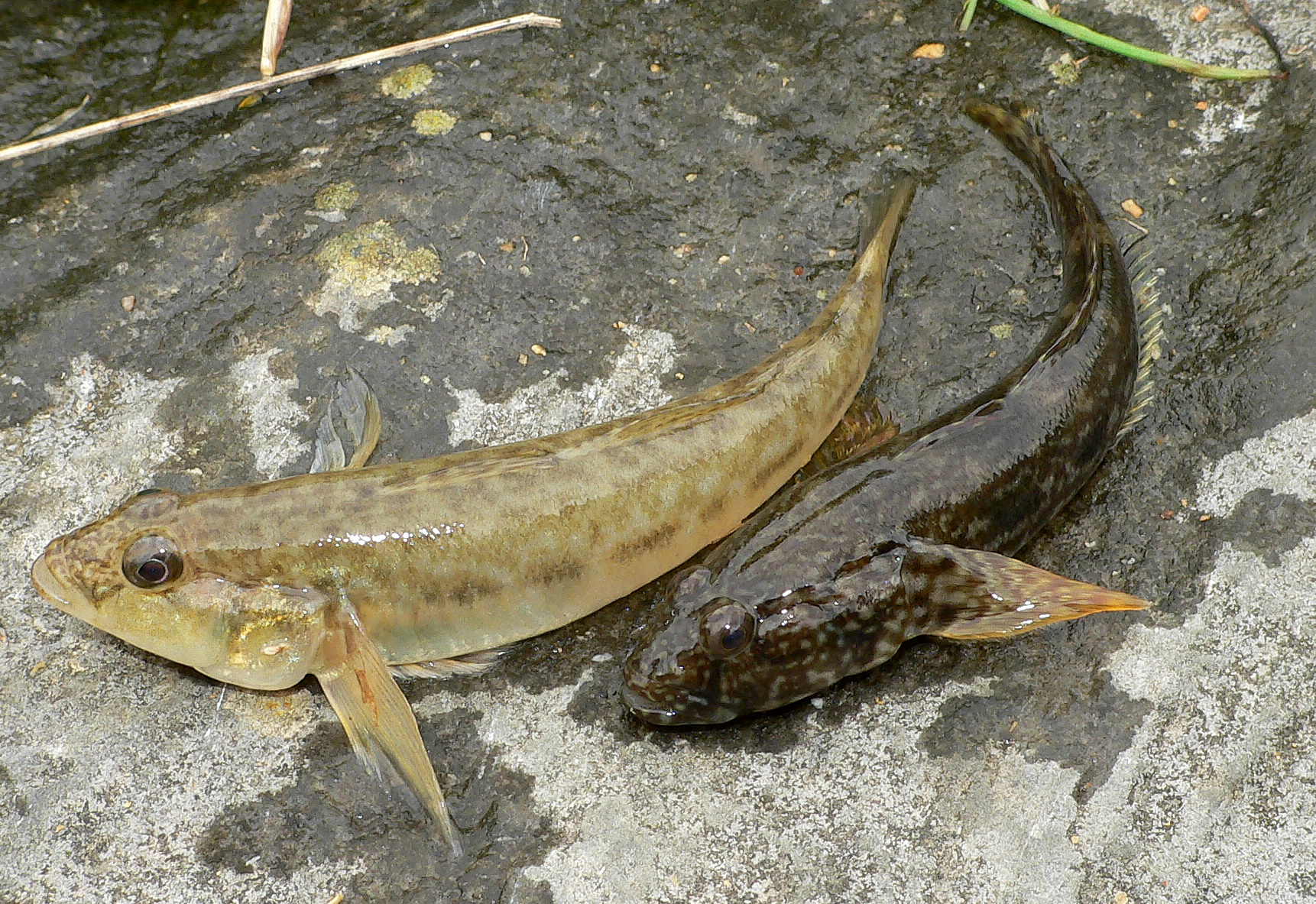
Ponticola kessleri
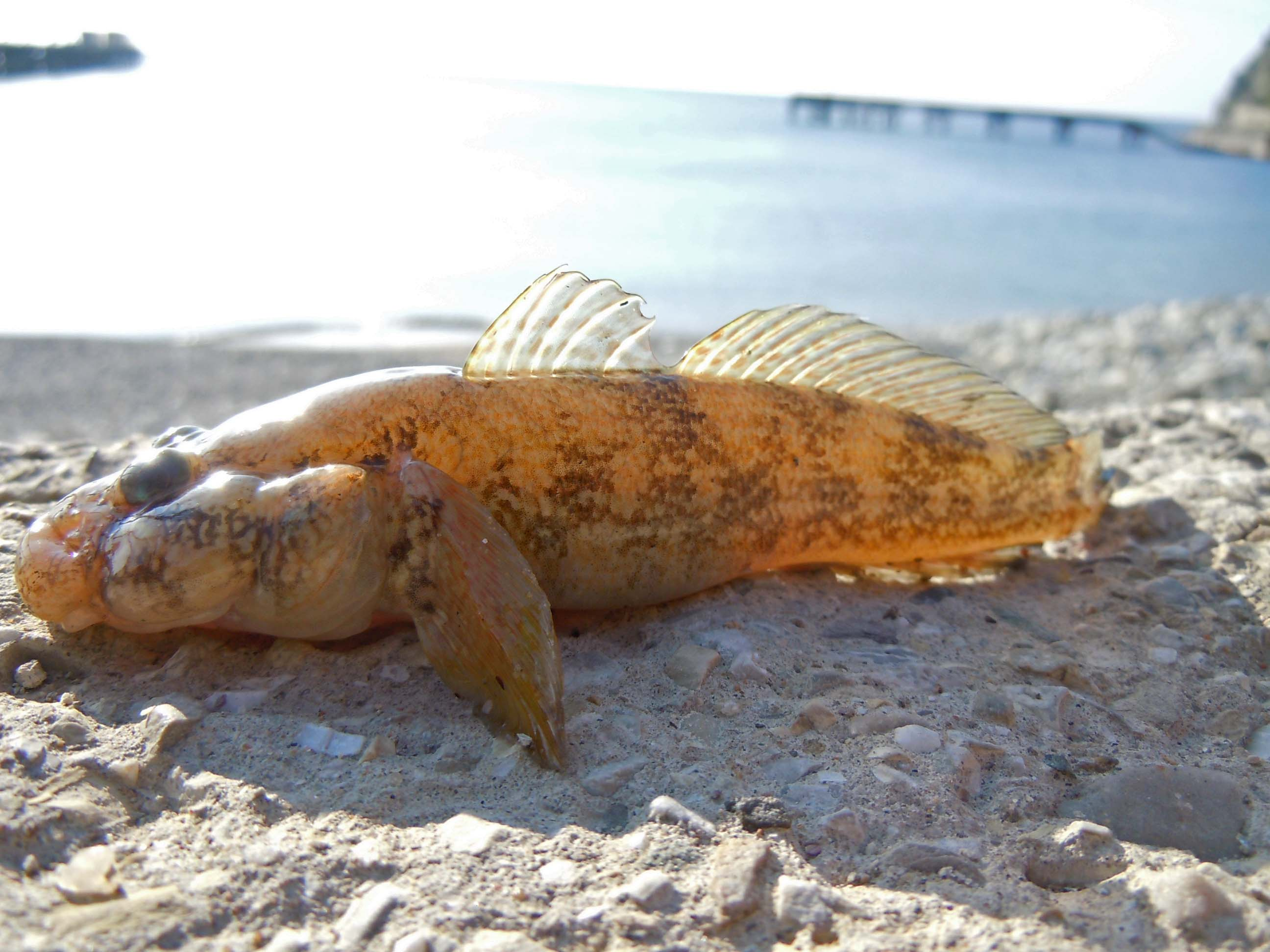
Ponticola platyrostris
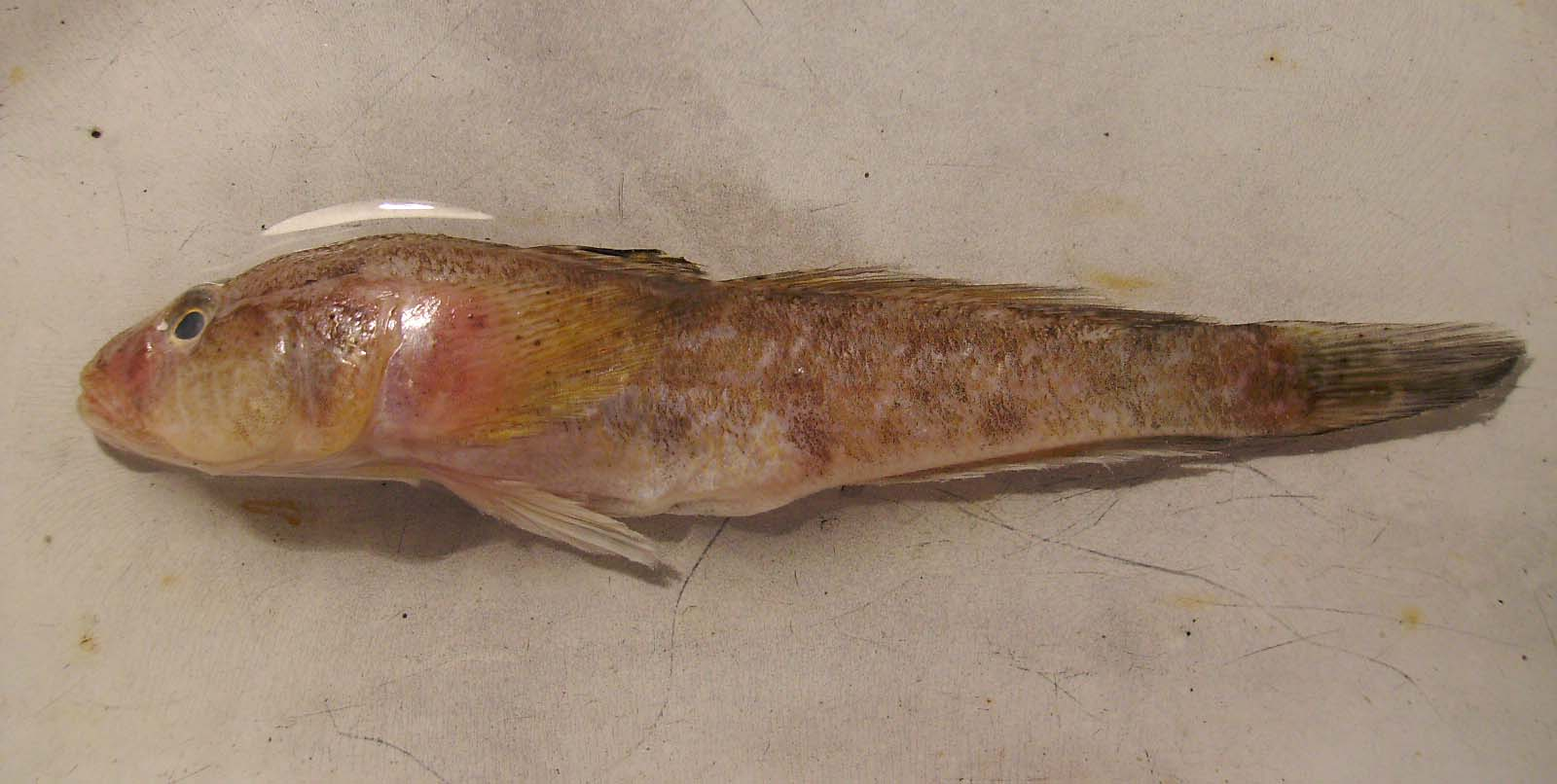
Ponticola syrman